# William Cruickshank (químico)

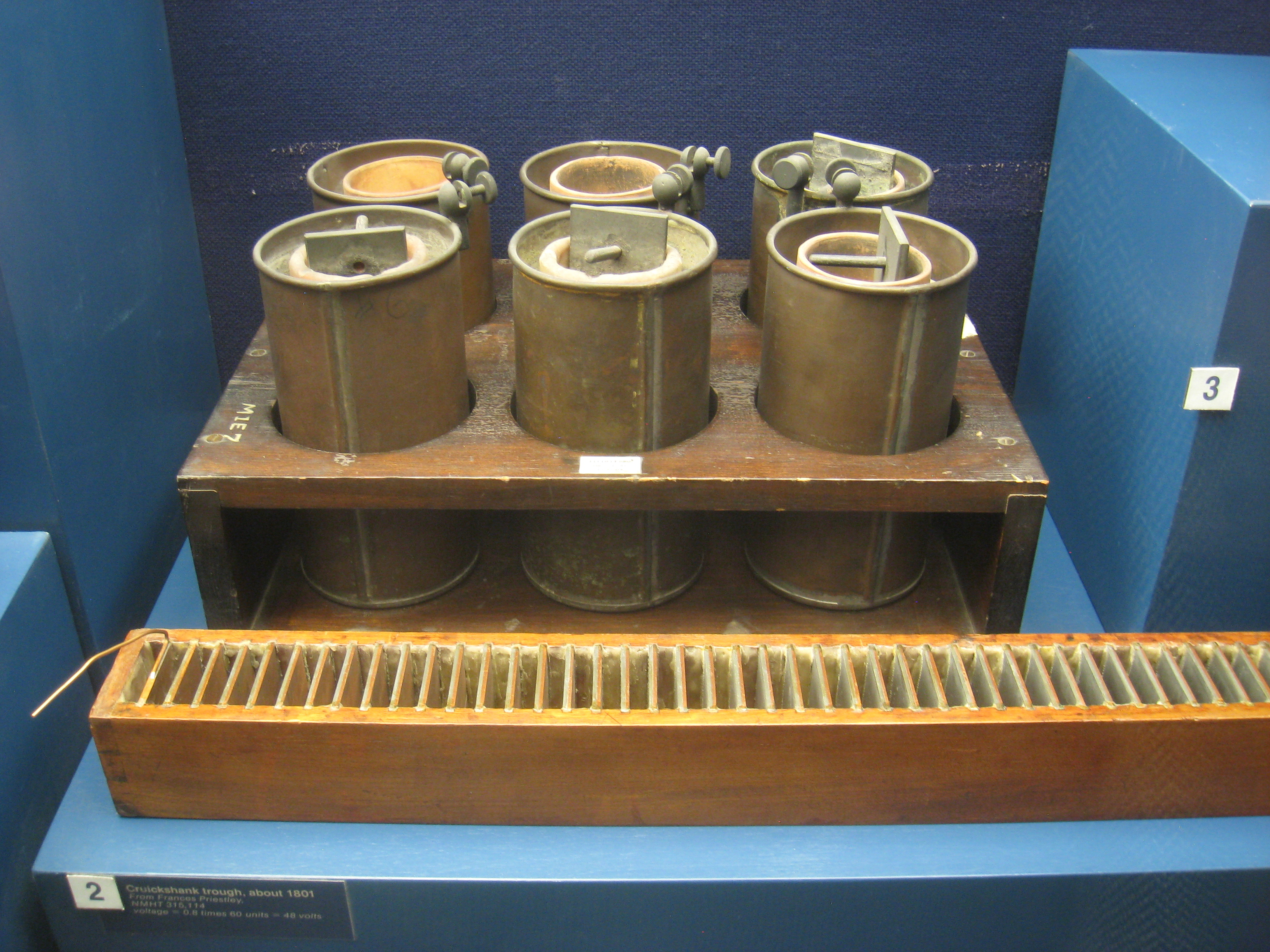
Pila de artesa de Cruickshank (parte delantera), de 1801, propiedad de Joseph Priestley

William Cruickshank (fallecido en 1810 o 1811) fue un cirujano militar escocés, químico y profesor de química en la Real Academia Militar de Woolwich.

## Carrera
William Cruickshank fue galardonado con un diploma por el Real Colegio de Cirujanos de Inglaterra el 5 de octubre de 1780. En marzo de 1788 se convirtió en asistente de Adair Crawford en la Real Academia Militar de Woolwich, con un salario de 30 libras al año. El 24 de junio de 1802, se convirtió en miembro de la Royal Society.

## Descubrimientos e invenciones

### El estroncio
Algunos autores atribuyen a Cruickshank la primera sospecha de una sustancia desconocida en un mineral escocés, la estroncianita, encontrado cerca de Strontian, en Argyleshire. Otros autores conceden a Adair Crawford el descubrimiento de esta nueva tierra, debido a la propiedad del mineral de impartir un color rojizo a una llama. Fue aislado después por Humphry Davy y ahora se conoce con el nombre de estroncio.

### Pila de artesa
Hacia 1800, Cruickshank inventóla pila de artesa, una mejora de la pila voltaica de Alessandro Volta. Las placas fueron dispuestas de forma horizontal en una artesa, en lugar de verticalmente en una columna. [5]

## Retiro y muerte
En marzo de 1803, Cruickshank se puso muy enfermo y es posible que esto se debiera a la exposición al fosgeno en sus experimentos. El 6 de julio de 1804, se jubiló con una pensión de 10 chelines al día. Murió en 1810 o 1811, y los registros militares indican que la muerte se produjo en Escocia [1].